# Bromelia unaensis
Espèce
Bromelia unaensis est une espèce de plantes à fleurs de la famille des Bromeliaceae, endémique du Brésil et décrite en 2011.

## Distribution
L'espèce est tropicale et endémique de l'État de Bahia au Brésil.

## Description
L'espèce est hémicryptophyte.